# Pachycondyla testacea
Pachycondyla testacea är en myrart som först beskrevs av Bernard 1953.  Pachycondyla testacea ingår i släktet Pachycondyla och familjen myror. Inga underarter finns listade i Catalogue of Life.

## Bildgalleri